# Classique de Saint-Sébastien 2013
La 33e édition de la Classique de Saint-Sébastien a eu lieu le 27 juillet 2013. Il s'agit de la 19e épreuve de l'UCI World Tour 2013. Elle a été remportée en solitaire par le Français Tony Gallopin (RadioShack-Leopard) devant un petit groupe réglé par l'Espagnol Alejandro Valverde (Movistar) et le Tchèque Roman Kreuziger (Saxo-Tinkoff) qui complète le podium.
Le succès de Gallopin, son premier lors d'une classique, est le premier pour la France depuis Laurent Jalabert vainqueur de l'édition 2002. Le Britannique Christopher Froome (Sky) absent de la course conserve toutefois sa première place de l'UCI World Tour.

## Présentation

### Équipes
20 équipes participent à cette Classique de Saint-Sébastien - 19 ProTeams et 1 équipe continentale professionnelle :
| Nom de l'équipe         | Pays        | Code |
| ----------------------- | ----------- | ---- |
| AG2R La Mondiale        | France      | ALM  |
| Argos-Shimano           | Pays-Bas    | ARG  |
| Astana                  | Kazakhstan  | AST  |
| Belkin                  | Pays-Bas    | BEL  |
| BMC Racing              | États-Unis  | BMC  |
| Cannondale              | Italie      | CAN  |
| Euskaltel Euskadi       | Espagne     | EUS  |
| FDJ.fr                  | France      | FDJ  |
| Garmin-Sharp            | États-Unis  | GRS  |
| Katusha                 | Russie      | KAT  |
| Lampre-Merida           | Italie      | LAM  |
| Lotto-Belisol           | Belgique    | LTB  |
| Movistar                | Espagne     | MOV  |
| Omega Pharma-Quick Step | Belgique    | OPQ  |
| Orica-GreenEDGE         | Australie   | OGE  |
| RadioShack-Leopard      | Luxembourg  | RLT  |
| Saxo-Tinkoff            | Danemark    | TST  |
| Sky                     | Royaume-Uni | SKY  |
| Vacansoleil-DCM         | Pays-Bas    | VCD  |

| Nom de l'équipe        | Pays    | Code |
| ---------------------- | ------- | ---- |
| Caja Rural-Seguros RGA | Espagne | CJR  |

Les 20 équipes inscrivent 8 coureurs sauf les Luxembourgeois de RadioShack-Leopard, les Américains de Garmin-Sharp et les Britanniques de Sky qui n'en comptent que 7 chacune. De plus un coureur est non-partant avant le début de l'épreuve : l'Espagnol Juan Manuel Gárate (Belkin) ce qui fait un total de 156 coureurs au départ de la course.

## Récit de la course
Tony Gallopin sort du groupe des favoris à quinze kilomètres de l'arrivée. Cinq coureurs (Alejandro Valverde, Roman Kreuziger, Mikel Nieve, Mikel Landa, Nicolas Roche) se détachent pour partir à sa poursuite mails ils n'arrivent pas à suffisamment s'organiser pour rattraper le français. Gallopin s'impose donc à la suite de son effort solitaire. Valverde et Kreuziger dominent le sprint des poursuivants et terminent respectivement 2e et 3e.

## Classement final
|    | Coureur                  | Équipe                  |    | Temps           | Points UCI |
| -- | ------------------------ | ----------------------- | -- | --------------- | ---------- |
| 1  | Tony Gallopin (FRA)      | RadioShack-Leopard      | en | 5 h 39 min 03 s | 80         |
| 2  | Alejandro Valverde (ESP) | Movistar                | +  | 28 s            | 60         |
| 3  | Roman Kreuziger (CZE)    | Saxo-Tinkoff            |    | 28 s            | 50         |
| 4  | Mikel Nieve (ESP)        | Euskaltel Euskadi       |    | 28 s            | 40         |
| 5  | Nicolas Roche (IRL)      | Saxo-Tinkoff            |    | 29 s            | 30         |
| 6  | Mikel Landa (ESP)        | Euskaltel Euskadi       |    | 36 s            | 22         |
| 7  | Moreno Moser (ITA)       | Cannondale              |    | 51 s            | 14         |
| 8  | Pieter Serry (BEL)       | Omega Pharma-Quick Step |    | 51 s            | 10         |
| 9  | Bauke Mollema (NED)      | Belkin                  |    | 51 s            | 6          |
| 10 | Arnold Jeannesson (FRA)  | FDJ.fr                  |    | 51 s            | 2          |

## Liste des participants
- Liste de départ complète

| Légende | Légende                                                                       | Légende | Légende                                                    |
| ------- | ----------------------------------------------------------------------------- | ------- | ---------------------------------------------------------- |
| Num     | Dossard de départ porté par le coureur sur cette Classique de Saint-Sébastien | Pos     | Position à l'arrivée de la course                          |
|         | Indique un maillot de champion national ou mondial, suivi de sa spécialité    | NP      | Indique un coureur qui n'a pas pris le départ de la course |
| AB      | Indique un coureur qui n'a pas terminé la course                              | HD      | Indique un coureur qui a terminé la course hors des délais |

| Belkin BEL | Belkin BEL               | Belkin BEL |
| ---------- | ------------------------ | ---------- |
| Num        | Coureur                  | Pos        |
| 1          | Bauke Mollema (NED)      | 9e         |
| 2          | Juan Manuel Gárate (ESP) | NP         |
| 3          | Robert Gesink (NED)      | 13e        |
| 4          | Paul Martens (GER)       | 87e        |
| 5          | Jack Bobridge (AUS)      | AB         |
| 6          | Tom-Jelte Slagter (NED)  | 49e        |
| 7          | Bram Tankink (NED)       | 53e        |
| 8          | Dennis van Winden (NED)  | AB         |

| Orica-GreenEDGE OGE | Orica-GreenEDGE OGE     | Orica-GreenEDGE OGE |
| ------------------- | ----------------------- | ------------------- |
| Num                 | Coureur                 | Pos                 |
| 11                  | Michael Albasini (SUI)  | AB                  |
| 12                  | Simon Clarke (AUS)      | AB                  |
| 13                  | Simon Gerrans (AUS)     | 34e                 |
| 14                  | Daryl Impey (RSA)       | 48e                 |
| 15                  | Jens Keukeleire (BEL)   | AB                  |
| 16                  | Michael Matthews (AUS)  | AB                  |
| 17                  | Cameron Meyer (AUS)     | 80e                 |
| 18                  | Wesley Sulzberger (AUS) | 69e                 |

| Lotto-Belisol LTB | Lotto-Belisol LTB         | Lotto-Belisol LTB |
| ----------------- | ------------------------- | ----------------- |
| Num               | Coureur                   | Pos               |
| 21                | Brian Bulgaç (NED)        | AB                |
| 22                | Sander Cordeel (BEL)      | AB                |
| 23                | Jürgen Roelandts (BEL)    | AB                |
| 24                | Gert Dockx (BEL)          | 76e               |
| 25                | Gaëtan Bille (BEL)        | 85e               |
| 26                | Jurgen Van de Walle (BEL) | AB                |
| 27                | Tim Wellens (BEL)         | 102e              |
| 28                | Olivier Kaisen (BEL)      | 100e              |

| Euskaltel Euskadi EUS | Euskaltel Euskadi EUS | Euskaltel Euskadi EUS |
| --------------------- | --------------------- | --------------------- |
| Num                   | Coureur               | Pos                   |
| 31                    | Igor Antón (ESP)      | 32e                   |
| 32                    | Mikel Astarloza (ESP) | 14e                   |
| 33                    | Gorka Izagirre (ESP)  | 38e                   |
| 34                    | Mikel Landa (ESP)     | 6e                    |
| 35                    | Egoi Martínez (ESP)   | 66e                   |
| 36                    | Mikel Nieve (ESP)     | 4e                    |
| 37                    | Juan José Oroz (ESP)  | 55e                   |
| 38                    | Gorka Verdugo (ESP)   | 56e                   |

| Movistar MOV | Movistar MOV                | Movistar MOV |
| ------------ | --------------------------- | ------------ |
| Num          | Coureur                     | Pos          |
| 41           | Alejandro Valverde (ESP)    | 2e           |
| 42           | Jonathan Castroviejo (ESP)  | 70e          |
| 43           | Jesús Herrada (ESP) (Route) | 89e          |
| 44           | José Herrada (ESP)          | 75e          |
| 45           | Beñat Intxausti (ESP)       | AB           |
| 46           | Pablo Lastras (ESP)         | AB           |
| 47           | Nairo Quintana (COL)        | 36e          |
| 48           | Imanol Erviti (ESP)         | AB           |

| RadioShack-Leopard RLT | RadioShack-Leopard RLT       | RadioShack-Leopard RLT |
| ---------------------- | ---------------------------- | ---------------------- |
| Num                    | Coureur                      | Pos                    |
| 51                     | Haimar Zubeldia (ESP)        | 54e                    |
| 52                     | Jan Bakelants (BEL)          | 12e                    |
| 53                     |                              |                        |
| 54                     | Stijn Devolder (BEL) (Route) | 58e                    |
| 55                     | Tony Gallopin (FRA)          | 1er                    |
| 56                     | Markel Irizar (ESP)          | 65e                    |
| 57                     | Bob Jungels (LUX) (Route)    | 16e                    |
| 58                     | Tiago Machado (POR)          | 35e                    |

| Vacansoleil-DCM VCD | Vacansoleil-DCM VCD             | Vacansoleil-DCM VCD |
| ------------------- | ------------------------------- | ------------------- |
| Num                 | Coureur                         | Pos                 |
| 61                  | Juan Antonio Flecha (ESP)       | 31e                 |
| 62                  | Kris Boeckmans (BEL)            | AB                  |
| 63                  | Thomas De Gendt (BEL)           | AB                  |
| 64                  | Johnny Hoogerland (NED) (Route) | 19e                 |
| 65                  | Frederik Veuchelen (BEL)        | 92e                 |
| 66                  | Björn Leukemans (BEL)           | 77e                 |
| 67                  | Marco Marcato (ITA)             | 25e                 |
| 68                  | Wout Poels (NED)                | 15e                 |

| Lampre-Merida LAM | Lampre-Merida LAM       | Lampre-Merida LAM |
| ----------------- | ----------------------- | ----------------- |
| Num               | Coureur                 | Pos               |
| 71                | Damiano Cunego (ITA)    | 73e               |
| 72                | Kristijan Đurasek (CRO) | 23e               |
| 73                | Davide Cimolai (ITA)    | AB                |
| 74                | Luca Dodi (ITA)         | AB                |
| 75                | Massimo Graziato (ITA)  | AB                |
| 76                | Manuele Mori (ITA)      | 50e               |
| 77                | Filippo Pozzato (ITA)   | 88e               |
| 78                | Luca Wackermann (ITA)   | 98e               |

| AG2R La Mondiale ALM | AG2R La Mondiale ALM      | AG2R La Mondiale ALM |
| -------------------- | ------------------------- | -------------------- |
| Num                  | Coureur                   | Pos                  |
| 81                   | Julien Bérard (FRA)       | 29e                  |
| 82                   | Romain Bardet (FRA)       | 20e                  |
| 83                   | Guillaume Bonnafond (FRA) | 79e                  |
| 84                   | Sébastien Minard (FRA)    | AB                   |
| 85                   | Hubert Dupont (FRA)       | AB                   |
| 86                   | John Gadret (FRA)         | 24e                  |
| 87                   | Blel Kadri (FRA)          | AB                   |
| 88                   | Rinaldo Nocentini (ITA)   | 41e                  |

| FDJ.fr FDJ | FDJ.fr FDJ              | FDJ.fr FDJ |
| ---------- | ----------------------- | ---------- |
| Num        | Coureur                 | Pos        |
| 91         | Pierrick Fédrigo (FRA)  | 64e        |
| 92         | Alexandre Geniez (FRA)  | 33e        |
| 93         | Arnold Jeannesson (FRA) | 10e        |
| 94         | Laurent Pichon (FRA)    | AB         |
| 95         | Anthony Roux (FRA)      | 63e        |
| 96         | Jérémy Roy (FRA)        | AB         |
| 97         | Laurent Mangel (FRA)    | AB         |
| 98         | Benoît Vaugrenard (FRA) | AB         |

| Saxo-Tinkoff TST | Saxo-Tinkoff TST               | Saxo-Tinkoff TST |
| ---------------- | ------------------------------ | ---------------- |
| Num              | Coureur                        | Pos              |
| 101              | Roman Kreuziger (CZE)          | 3e               |
| 102              | Alberto Contador (ESP)         | 47e              |
| 103              | Nicolas Roche (IRL)            | 5e               |
| 104              | Michael Rogers (AUS)           | AB               |
| 105              | Matti Breschel (DEN)           | 86e              |
| 106              | Mads Christensen (DEN)         | 99e              |
| 107              | Jesús Hernández Blázquez (ESP) | AB               |
| 108              | Sérgio Paulinho (POR)          | AB               |

| Garmin-Sharp GRS | Garmin-Sharp GRS      | Garmin-Sharp GRS |
| ---------------- | --------------------- | ---------------- |
| Num              | Coureur               | Pos              |
| 111              | Ryder Hesjedal (CAN)  | AB               |
| 112              | Koldo Fernández (ESP) | 84e              |
| 113              | Caleb Fairly (USA)    | 43e              |
| 114              | Michel Kreder (NED)   | AB               |
| 115              | Rohan Dennis (AUS)    | 97e              |
| 116              |                       |                  |
| 117              | Andrew Talansky (USA) | 96e              |
| 118              | Fabian Wegmann (GER)  | 67e              |

| BMC Racing BMC | BMC Racing BMC                 | BMC Racing BMC |
| -------------- | ------------------------------ | -------------- |
| Num            | Coureur                        | Pos            |
| 121            | Philippe Gilbert (BEL) (Route) | 27e            |
| 122            | Marcus Burghardt (GER)         | AB             |
| 123            | Yannick Eijssen (BEL)          | 17e            |
| 124            | Sebastian Lander (DEN)         | AB             |
| 125            | Amaël Moinard (FRA)            | 59e            |
| 126            | Steve Morabito (SUI)           | AB             |
| 127            | Greg Van Avermaet (BEL)        | 18e            |
| 128            | Danilo Wyss (SUI)              | AB             |

| Omega Pharma-Quick Step OPQ | Omega Pharma-Quick Step OPQ      | Omega Pharma-Quick Step OPQ |
| --------------------------- | -------------------------------- | --------------------------- |
| Num                         | Coureur                          | Pos                         |
| 131                         | Sylvain Chavanel (FRA)           | 11e                         |
| 132                         | Dries Devenyns (BEL)             | 22e                         |
| 133                         | Michał Kwiatkowski (POL) (Route) | AB                          |
| 134                         | Jérôme Pineau (FRA)              | AB                          |
| 135                         | Pieter Serry (BEL)               | 8e                          |
| 136                         | Martin Velits (SVK)              | AB                          |
| 137                         | Peter Velits (SVK)               | 52e                         |
| 138                         | Carlos Verona (ESP)              | 51e                         |

| Katusha KAT | Katusha KAT             | Katusha KAT |
| ----------- | ----------------------- | ----------- |
| Num         | Coureur                 | Pos         |
| 141         | Pavel Brutt (RUS)       | 30e         |
| 142         | Xavier Florencio (ESP)  | AB          |
| 143         | Alexandr Kolobnev (RUS) | 21e         |
| 144         | Dmitry Kozontchuk (RUS) | AB          |
| 145         | Giampaolo Caruso (ITA)  | 60e         |
| 146         | Luca Paolini (ITA)      | 61e         |
| 147         | Yury Trofimov (RUS)     | AB          |
| 148         | Eduard Vorganov (RUS)   | 62e         |

| Cannondale CAN | Cannondale CAN             | Cannondale CAN |
| -------------- | -------------------------- | -------------- |
| Num            | Coureur                    | Pos            |
| 151            | Moreno Moser (ITA)         | 7e             |
| 152            | Federico Canuti (ITA)      | AB             |
| 153            | Damiano Caruso (ITA)       | 28e            |
| 154            | Stefano Agostini (ITA)     | 68e            |
| 155            | Alessandro De Marchi (ITA) | AB             |
| 156            | Kristjan Koren (SLO)       | AB             |
| 157            | Paolo Longo Borghini (ITA) | 82e            |
| 158            | Matthias Krizek (AUT)      | 83e            |

| Sky SKY | Sky SKY                   | Sky SKY |
| ------- | ------------------------- | ------- |
| Num     | Coureur                   | Pos     |
| 161     | Richie Porte (AUS)        | AB      |
| 162     | Ian Boswell (USA)         | 93e     |
| 163     | Dario Cataldo (ITA)       | 40e     |
| 164     | Joe Dombrowski (USA)      | 95e     |
| 165     | Joshua Edmondson (GBR)    | AB      |
| 166     | Kanstantsin Siutsou (BLR) | AB      |
| 167     |                           |         |
| 168     | Xabier Zandio (ESP)       | AB      |

| Astana AST | Astana AST              | Astana AST |
| ---------- | ----------------------- | ---------- |
| Num        | Coureur                 | Pos        |
| 171        | Jakob Fuglsang (DEN)    | 37e        |
| 172        | Fabio Aru (ITA)         | 81e        |
| 173        | Assan Bazayev (KAZ)     | 91e        |
| 174        | Francesco Gavazzi (ITA) | AB         |
| 175        | Enrico Gasparotto (ITA) | AB         |
| 176        | Maxim Iglinskiy (KAZ)   | 78e        |
| 177        | Egor Silin (RUS)        | 74e        |
| 178        | Andriy Grivko (UKR)     | 44e        |

| Argos-Shimano ARG | Argos-Shimano ARG       | Argos-Shimano ARG |
| ----------------- | ----------------------- | ----------------- |
| Num               | Coureur                 | Pos               |
| 181               | William Clarke (AUS)    | AB                |
| 182               | Thomas Damuseau (FRA)   | 45e               |
| 183               | Patrick Gretsch (GER)   | AB                |
| 184               | Yann Huguet (FRA)       | AB                |
| 185               | Thierry Hupond (FRA)    | 101e              |
| 186               | Tobias Ludvigsson (SWE) | AB                |
| 187               | François Parisien (CAN) | 42e               |
| 188               | Tom Stamsnijder (NED)   | 94e               |

| Caja Rural-Seguros RGA CJR | Caja Rural-Seguros RGA CJR | Caja Rural-Seguros RGA CJR |
| -------------------------- | -------------------------- | -------------------------- |
| Num                        | Coureur                    | Pos                        |
| 191                        | David Arroyo (ESP)         | 26e                        |
| 192                        | Amets Txurruka (ESP)       | 39e                        |
| 193                        | André Cardoso (POR)        | 46e                        |
| 194                        | Fabricio Ferrari (URU)     | 71e                        |
| 195                        | Marcos García (ESP)        | 72e                        |
| 196                        | Javier Aramendia (ESP)     | AB                         |
| 197                        | Antonio Piedra (ESP)       | 90e                        |
| 198                        | Iván Velasco (ESP)         | 57e                        |